# 宁夏大学新华学院
宁夏大学新华学院是宁夏大学的一个独立学院，位于宁夏回族自治区银川市西夏区。
2002年3月，宁夏大学新华学院经宁夏回族自治区人民政府批准成立。2004年1月，中华人民共和国教育部正式予以确认。